# Jörg Holm
Jörg Holm (* 4. Februar 1940 in Stettin; † 22. Juli 2000 in Berlin) war ein deutscher Schauspieler. Die Vielseitigkeit dieses Schauspielers zeigte sich vor allem im modernen Repertoiretheater. Große Beachtung fand auch seine Interpretation des Narren in Alban Bergs Wozzeck an der Mailänder Scala (Regie Jürgen Flimm).

## Werdegang
Jörg Holm war Sohn des Kammersängers Richard Holm und der Schauspielerin Herta Schwarz. Bereits im Alter von siebzehn Jahren spielte er am Theater in Schleswig. Später war er bei O.F.Schuh in Köln, am Residenztheater München, in Hannover und am Theater am Neumarkt Zürich. 1975 ging er für vier Jahre ans Thalia Theater nach Hamburg. Ein Auslandsaufenthalt führte ihn nach Südamerika. Danach spielte er ab 1980 am Schillertheater Berlin unter Hans Neuenfels (in der Penthesilea, bei Die Schwärmer u. a., Intendanz Boy Gobert) und an der Freien Volksbühne Berlin (Regie Peter Zadek, Intendanz Hans Neuenfels). 1985 kehrte er zurück ans Thalia Theater nach Hamburg (Regie Katharina Thalbach, Regie Robert Wilson (The Black Raider und Alice), Intendanz und Regie Jürgen Flimm). Zuletzt spielte Jörg Holm am Renaissance-Theater in Berlin. Als Partner von Judy Winter spielte er in Amys Welt von David Hare, sowie in der deutschsprachigen Erstaufführung Die Lissabonner Traviata von Terrence McNally als erfolgreiches Duo zusammen mit Gerd Wameling.
In den 1950er Jahren spielte Jörg Holm, damals noch unter dem Künstlernamen Jörg Holmer, Nebenrollen in den Alfred-Vohrer-Filmen Schmutziger Engel (1958) und Verbrechen nach Schulschluß (1959). Zudem sah man Jörg Holm in zahllosen kleineren und größeren Filmrollen. So war er 1982 unter anderem in Oben Scheine – Unten Steine und in Kamikaze 1989 zu sehen, sowie 1983 in der Neuenfels-Verfilmung der Penthesilea, 1984 in Sigi, der Straßenfeger, 1986/87 in Der Madonna-Mann, 1988/89 in Hab' ich nur Deine Liebe, 1993 in Geschichten aus dem Leben, 1996 in Beim nächsten Kuß knall’ ich ihn nieder und 1998 in Alles wird gut. Bis zuletzt spielte Jörg Holm zahlreiche Fernsehrollen, wie zum Beispiel in Bella Block, in Doppelter Einsatz, im Großstadtrevier, in Stan Becker, in der Mordkommission und in mehreren Tatort-Folgen. Im Juli des Jahres 2000 verstarb Jörg Holm nach schwerer Krankheit.

## Filmografie (Auswahl)
- 1958: Schmutziger Engel
- 1959: Verbrechen nach Schulschluß
- 1972: Fegefeuer in Ingolstadt
- 1980: I. O. B. – Spezialauftrag (Fernsehserie, eine Folge)
- 1980: Tatort – Der gelbe Unterrock
- 1982: Kamikaze 1989
- 1982: Oben Scheine – Unten Steine
- 1984: Sigi, der Straßenfeger
- 1988: Tatort – Salü Palu
- 1995: Bella Block – Liebestod
- 1995: Tatort – Eine todsichere Falle
- 1995: Beim nächsten Kuß knall’ ich ihn nieder
- 1996: Doppelter Einsatz (Fernsehserie, eine Folge)
- 1997: Tatort – Gefährliche Übertragung
- 1997: Tatort – Inflagranti
- 1998: Großstadtrevier (Fernsehserie, eine Folge)
- 1998: Tatort – Arme Püppi